# Myliobatis longirostris
Espèce
Statut de conservation UICN

 NT  : Quasi menacé
Myliobatis longirostris est une espèce de raies de la famille des Myliobatidae.

## Distribution
Cette espèce se rencontre dans le golfe de Californie.

## Référence
- Applegate & Fitch, 1964 : A new species of eagle ray, Myliobatis longirostris, from Baja California, Mexico. California Fish and Game, vol. 50, n. 3, p. 189-194.